# Comunitat de comunes Plaines et Monts de France
La Comunitat de comunes Plaines et Monts de France (oficialment: Communauté de communes Plaines et Monts de France) és una Comunitat de comunes del departament de Sena i Marne, a la regió de l'Illa de França.
Creada al 2013, està formada 20 municipis i la seu es troba a Dammartin-en-Goële.

## Municipis
1. Annet-sur-Marne
2. Charmentray
3. Charny
4. Cuisy
5. Fresnes-sur-Marne
6. Iverny
7. Marchémoret
8. Messy
9. Montgé-en-Goële
10. Nantouillet
11. Oissery
12. Le Pin
13. Le Plessis-aux-Bois
14. Le Plessis-l'Évêque
15. Précy-sur-Marne
16. Saint-Mesmes
17. Saint-Pathus
18. Villeroy
19. Villevaudé
20. Vinantes